# Wyżyna Switawska
Wyżyna Switawska (czes. Svitavská pahorkatina) jest południowo-wschodnią częścią Płyty Wschodnioczeskiej (czes. Východočeská tabule).
Od północy graniczy z Płytą Wschodniołabską (czes. Východolabská tabule) i Płytą Orlicką (czes. Orlická tabule), od północnego wschodu i wschodu z Pogórzem Orlickim (czes. Podorlická pahorkatina), od południowego wschodu, na krótkim odcinku, z Rowem Boskowickim (czes. Boskovická brázda), od południa i południowego zachodu z Wyżyną Górnoswratecką (czes. Hornosvratecká vrchovina) i Górami Żelaznymi (czes. Železné hory).
Zbudowana jest głównie ze skał osadowych wieku górnokredowego: piaskowców, mułowców, iłowców.
Leży w dorzeczu Łaby (czes. Labe) i jej dopływów: Svitavy, Loučnej, Novohradki, Třebovki i Cichej Orlicy (czes. Tichá Orlice.
Większymi miejscowościami są Chrudim, Vysoké Mýto, Českou Třebovou, Ústí nad Orlicí, Svitavy.

## Podział
- Wyżyna Czeskotrzebowska (czes. Českotřebovská vrchovina) – Baldský vrch (693 m n.p.m.)
- Płyta Louczeńska (czes. Loučenská tabule) – Modřecký vrch (657 m n.p.m.)
- Płyta Chrudimska (czes. Chrudimská tabule) – Heráně (453 m n.p.m.)

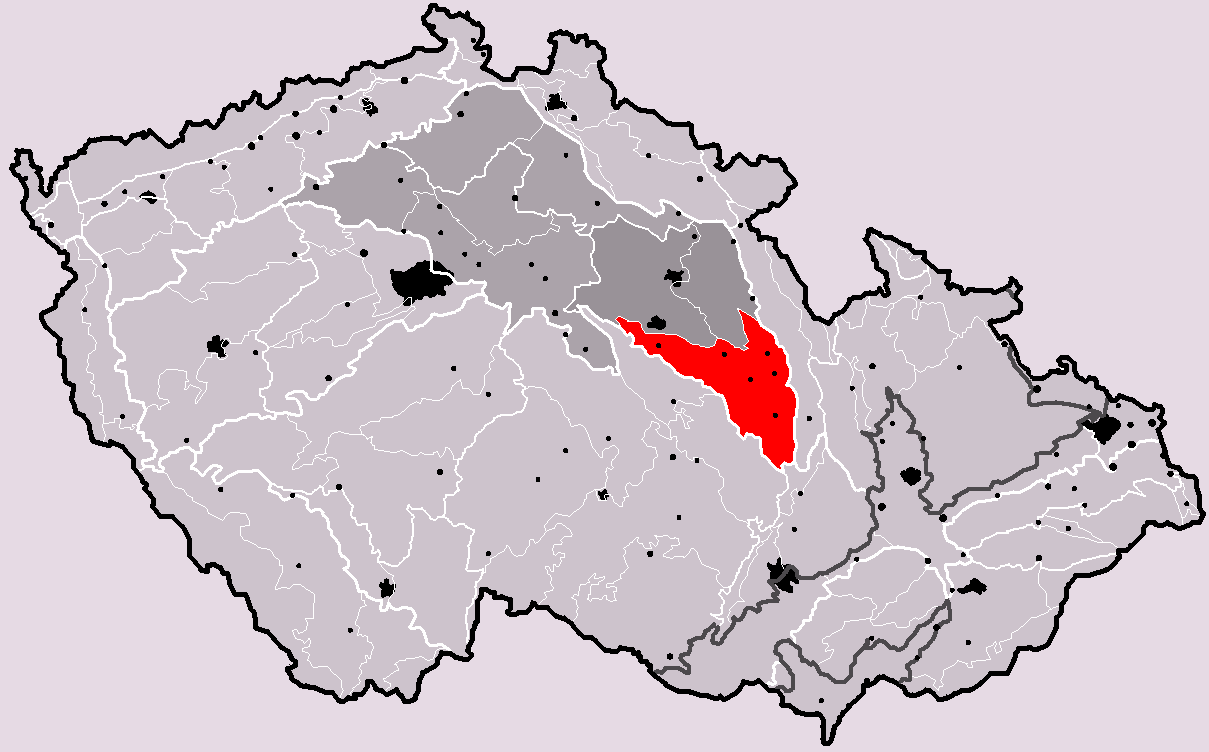
Położenie Wyżyny Switawskiej